# ストロボ効果

（左側）時計回りに回る針
（中央）静止状態に見える針
（右側）逆回転に見える針

ストロボ効果（ストロボこうか、英: Stroboscopic effect、ストロボ現象）または時間折り返し雑音（じかんおりかえしざつおん、英: Temporal aliasing ）とは、視覚現象の一種。ビデオや映画で馬車の車輪のスポークや飛行機のプロペラが逆方向に回転して見える現象もその一種で、これを特にワゴンホイール効果（Wagon-wheel effect）という。
ストロボ効果は折り返し雑音の一種であり、連続的な動きが一連の短い/瞬間的な標本列で表されるときに発生する。動く物体を連続ではない一連の標本で表したとき、その動きが回転や何らかの周期的動きで、かつその繰り返しの周波数とサンプリング周波数が近いときに現れる。

## 概要
機械の解析に使われるストロボスコープは、一定間隔で瞬間的に発光する。1秒間に60回転（3600 rpm）する物体があるとし、これを1秒間に60回発光（60 Hz）するストロボスコープで照らして見た場合、発光する度に物体は同じ位置にあることになり、物体は静止しているように見えるだろう。さらに毎秒60回の周波数では、残像現象によって視覚が捉えていない時間についても補間することになる。
同じ物体を毎秒61回発光するストロボスコープで観測すると、発光したときの物体の位置は徐々に早まる方向にずれていき、61回目の発光で物体は同じ位置に戻る。つまり、観測者から見れば、物体は実際の回転方向とは逆方向に1秒間に1回転しているように見える。
同様に、毎秒59回発光するストロボスコープで観測すると、実際の回転方向に1秒間に1回転しているかのように見える。
映画では、動きは一連の静止画を連続的に映写することで実現されているため、同様の現象が発生しうる。
一秒間に複数回発光する光源で照らされた回転体であればストロボ効果およびワゴンホイール効果は観察できる現象であるので、（高周波点灯等のインバーター式安定器ではない、商用電源周波数で駆動される）蛍光灯の光で照らされた早送り・巻き戻し時のコンパクトカセット（いわゆるカセットテープ）のハブは家庭などでも身近に見ることができるものの一例であろう。左右のハブの回転数における早送り・巻き戻しの最初から最後までの変化が商用電源の周波数でチラつく光源に照らされることにより静止したり逆回転したりして見えるのである。

## ワゴンホイール効果
映画では一般に毎秒24コマの静止画を撮影している。車輪が毎秒24回転もすることはないが、車輪に12本のスポークがあって、車輪自体の回転数は毎秒2回転とする。これを映画のカメラで撮影すると、スポーク群の位置関係はコマ毎に全く同じになる。そのため車輪が止まっているように見えることになる。実際には、個々のスポークはコマ毎に位置が異なっているが、スポークとスポークの見分けがつかないので、変化を感じ取ることができない。
車輪の回転が毎秒2回転より若干遅いと、スポークの位置はコマ毎に少しずつ（回転方向とは逆方向に）ずれているように見え、車輪がゆっくり逆回転しているように見えることになる。

カメラが右に動いており、徐々に速度が上がっている。しばらくすると、左に流れていた風景が逆方向に流れるように見える。
- DHC-8 Q400のプロペラ。低速で回転しているように見える

## 応用例
ガソリンエンジンの点火時期を可視化するために用いる「タイミングライト」もストロボ効果を応用したものである。
タイミングライトのストロボ（フラッシュライト）は、点火プラグへ送られる高電圧を拾ってクランクシャフト一回転ごとに閃光するようになっており、回転しているフライホイールやクランクプーリー上の「点火時期マーク」が毎回同じような位置で止まって見え、擬似的ながら点火時期を目視できるようになる。その位置とシリンダーブロックにある「合いマーク」（基準点）のずれ具合を見て、点火時期の確認やディストリビューターなどによる進角の調整を行う。